# Pewex

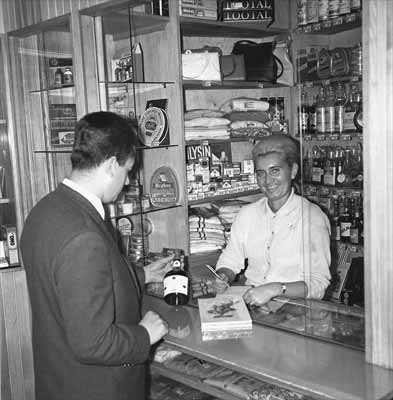
Ein Pewex-Geschäft

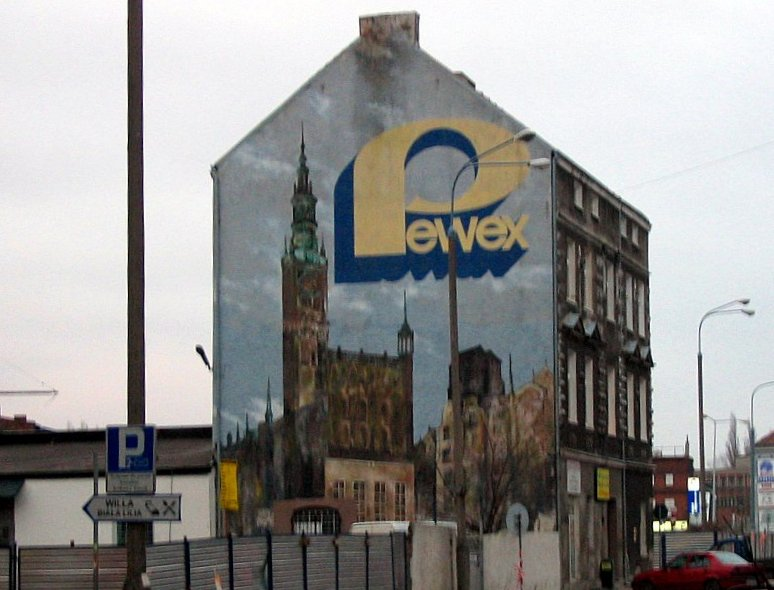
Ehemalige Pewex-Werbung in Danzig

Pewex (Abkürzung für Przedsiębiorstwo Eksportu Wewnętrznego – Unternehmen für Binnenexport) war eine Kette von Geschäften, die in der Volksrepublik Polen Waren gegen westliche Währungen, hauptsächlich US-Dollar und Deutsche Mark, verkauften. Außerdem wurden dort spezielle Zahlscheine der Bank Pekao SA (Bon PeKaO) akzeptiert. Man konnte dort vorwiegend westliche Waren kaufen, die in den anderen staatlichen Läden nicht erhältlich waren, u. a. Jeans, aus dem Westen stammende Zigaretten, Alkoholgetränke und Konsumelektronik. Die Geschäfte wurden in den 1960er Jahren gegründet.
In den 1990er Jahren wurde die Ladenkette Pewex privatisiert, ging aber kurz danach bankrott.
In der DDR existierte mit Intershop eine vergleichbare Kette von Einzelhandelsgeschäften.
In Italien gibt es eine Supermarktkette Pewex (Pewex Supermercati), die sogar das Logo der polnischen nicht mehr existierenden Pewex-Gesellschaft benutzt.

## Ähnliche Geschäfte
- Intershop – DDR
- Tuzex – ČSSR
- Baltona – VR Polen
- Berjoska – UdSSR
- Corecom – VR Bulgarien
- Freundschaftsladen – VR China
- Genex (Versandhandel) – DDR